# Río Malargüe
El río Malargüe es un curso de agua que recorre el sur de la provincia de Mendoza, Argentina. Se origina en el laguna MARGUIRA aguas abajo arroyo colorado y arroyo Pincheira, que son sus principales afluentes, sobre la cordillera de los Andes, dos arroyos afluentes a una altitud de 2.500 m s. n. m., recorre el departamento Malargüe y desemboca en la laguna de Llancanelo, siendo su principal afluente.
El río forma parte de la cuenca de la laguna de Llancanelo, cuya área es de 10.602 km², localizada en 35°30′S 70°00′O / -35.500, -70.000. En verano, su caudal se incrementa a 29,00 m³/s cuando comienza el deshielo, y decrece en invierno 6,31 m³/s. Cerca de la ciudad de Malargüe, el agua del río se contiene en la Represa Blas Brisoli, para riego.